# ملک‌آباد (خواجه احمد، دو)
ملک‌آباد روستایی در دهستان خواجه احمد بخش مرکزی شهرستان زهک استان سیستان و بلوچستان ایران است.

## جمعیت
بر پایه سرشماری عمومی نفوس و مسکن در سال ۱۳۹۵ جمعیت این مکان ۱۳۴ نفر (۳۴خانوار) بوده‌است.